# Apodrepanulatrix
Apodrepanulatrix là một chi bướm đêm thuộc họ Geometridae.

## Các loài
- Apodrepanulatrix liberaria (Walker, 1860)
- Apodrepanulatrix litaria (Hulst, 1887)